# 링링구

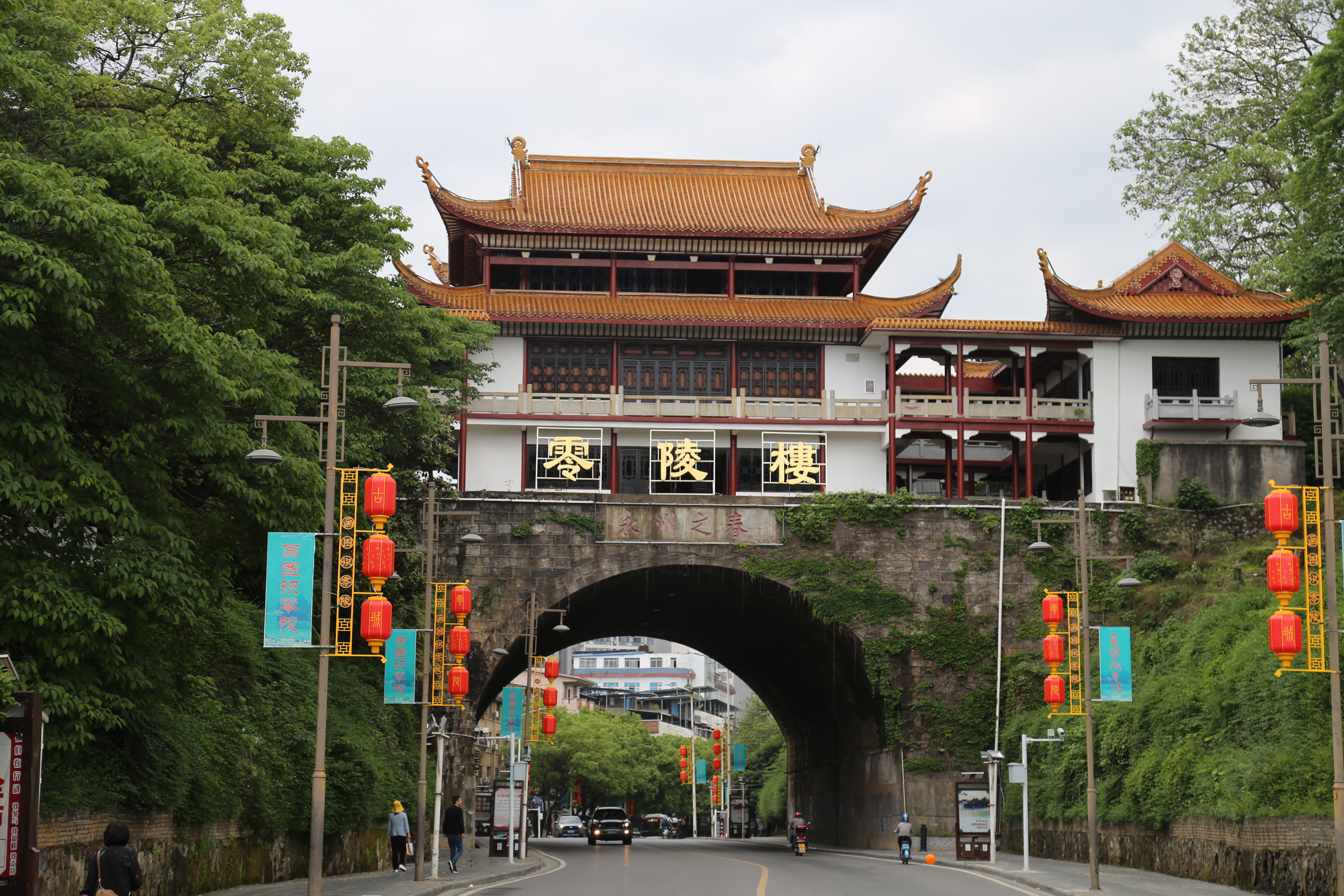
링링루

링링구(한국어: 영릉구, 중국어: 零陵区, 병음: Linglíng Qū)는 중화인민공화국 후난성 융저우 시의 현급 행정구역이다. 넓이는 1959km2이고, 인구는 2023년 기준으로 600,000명이다.

## 행정 구역
6개 가도, 7개 진, 3개 향을 관할한다.
- 가도:朝阳街道、南津渡街道、徐家井街道、七里店街道、接履桥街道、石山脚街道
- 진:水口山镇、珠山镇、黄田铺镇、富家桥镇、菱角塘镇、邮亭圩镇、石岩头镇
- 향: 大庆坪乡, 梳子铺乡, 凼底乡.